# Robert Pollock Gillespie
Robert Pollock Gillespie (1903-1977) est un mathématicien écossais. Il est deux fois président de l'Edinburgh Mathematical Society (1946–47 et 1968–69). Il publie plusieurs livres importants sur les mathématiques.

## Biographie
Il est né le 21 novembre 1903 à Johnstone, dans le Renfrewshire, fils de Thomas Gillespie, un boucher, et de sa femme, Jane Pollock. Il grandit à Ashcot sur Kilbarchan Road à Johnstone. Il fait ses études localement puis à la Paisley Grammar School où il est dux. Il remporte ensuite une bourse pour étudier les mathématiques et la philosophie naturelle (physique) à l'Université de Glasgow, obtenant un MA BSc en 1924. Il poursuit ses études de troisième cycle sous la direction d'Ernest William Hobson à l'Université de Cambridge de 1924 à 1927 dans le cadre d'une bourse William Bryce, obtenant son doctorat (PhD) en 1932 en raison d'un retard dans la soumission de sa thèse.
Il commence à donner des cours de mathématiques à l'Université de Glasgow en 1929 sous la direction du professeur Thomas Murray MacRobert et aux côtés de TS Graham. En 1933, il est élu membre de la Royal Society of Edinburgh en raison de ses nombreuses publications sur les mathématiques, avec comme proposants Thomas Murray MacRobert, Neil M'Arthur, Richard Robb et William Arthur.
Au cours de la Seconde Guerre mondiale, il sert d'abord dans la Clyde River Patrol et en 1941, il est transféré à la division du contrôle du trafic aérien de la RAF basée à Prestwick. Il sert dans l'escadron aérien universitaire après la guerre.
En 1948, il est promu maître de conférences à Glasgow et y reste jusqu'à sa retraite en 1969. À sa retraite, il s'installe à Edzell. Il est décédé à Edzell le 1er janvier 1977.